# Dialeurodes rubiphaga
Dialeurodes rubiphaga là một loài côn trùng cánh nửa trong họ Aleyrodidae, phân họ Aleyrodinae.
Dialeurodes rubiphaga được Dubey & Sundararaj miêu tả khoa học đầu tiên năm 2004.